# Попов, Василий Михайлович (полковник)
Василий Михайлович Попов (1921―2002) ― участник Великой Отечественной войны, полковник, заместитель командира дивизии.

## Биография
Родился 14 января 1921 года в Мухтуе (ныне город Ленск, Якутия). Отец его был учителем. С детства мечтал о карьере военного.
В 1936 году поступил в Московский финансовый институт. Во время учебы Василия Попова призвали в 1940 году в ряды Красной Армии.
Василий попал служить десантником в Монголию. Стал отличником боевой и политической подготовки. По совету командира части поступил в военное училище.
Воевать начал в Сталинградской битве в звании лейтенанта. Сражался в составе 104-го гвардейского стрелкового полка 64-й армии генерала Шумилова. Его взвод стоял насмерть, отстаивая каждый дом, этаж, двор.
За участие в героической обороне Сталинграда Попов награждён медалью «За оборону Сталинграда» и приказом от 2 февраля 1943 года получил свой первый орден Красной Звезды и повышение в должности и звании.
С 1943 по 1945 год воевал помощником начальника штаба в 104-м гвардейском стрелковом полку 36-й гвардейской дивизии. В наградном листе на орден Красного Знамени командование написало: «Перед началом наступления полка тов. Попов …изучал оборону противника на участке полка в районе реки Северный Донец, внёс ценные предложения. 10 августа 1943 года, когда полк вёл бой за высоту 200,9, тов. Попов, будучи послан в батальон, организовал правильное взаимодействие управлением подразделений… высота была взята. 11 августа 1943 года при наступлении на высоту 198,5 тов. Попов умело повёл батальон на исходные рубежи и правильно нацелил на выполнение задачи, стоящей перед полком. 12 августа … в трудную минуту боя тов. Попов, будучи в батальоне, организовал смелое отражение врага с большими для него потерями».
Орден Красного Знамени гвардии капитану Попову вручали в Кремле.
Освобождал Польшу, Чехословакию, дошёл до самого Берлина. После Победы гвардии майор Попов стал военным комендантом одного из городов в Восточной Пруссии, был награждён многими медалями и ещё тремя орденами: Красной Звезды, Отечественной войны I степени и Кутузова III степени.
После войны окончил Военную академию имени Фрунзе в Москве. После этого служил начальником штаба полка, заместителем командира дивизии. Закончил военную службу в Закавказском военном округе, в Грузии, в 1982 году. После выхода в отставку с 1982 года полковник в отставке Василий Попов жил в Новосибирске, где умер в 2002 году.